# San José del Palmar
San José del Palmar è un comune della Colombia facente parte del dipartimento di Chocó.
Il centro abitato venne fondato da Esther Espinosa, Luís Ángel Colorado, Paulino Villegas, Norberto Uribe, Eliseo Flores, Marco Salazar e Pedro Monsalve nel 1938.